# Aut aut. Cronaca di una rapina
Aut aut. Cronaca di una rapina è una miniserie TV diretta da Silvio Maestranzi.

## Trama
Una banda di malviventi rapina una banca, ma la polizia circonda l'edificio e i rapinatori prendono in ostaggio i clienti, avviando una trattativa con la polizia.